# الشرف (ملحان)

تعديل مصدري - تعديل

الشرف هي إحدى قرى عزلة بني مليك بمديرية ملحان التابعة لمحافظة المحويت، بلغ تعداد سكانها 77 نسمة حسب تعداد اليمن لعام 2004.